# Debbie Ferguson-McKenzie
Debbie Ferguson-McKenzie (ur. 16 stycznia 1976 w Nassau) – bahamska sprinterka specjalizująca się w biegach na dystansie 100 i 200 metrów, wielokrotna medalistka mistrzostw świata i igrzysk olimpijskich.

## Życiorys
Trzykrotna medalistka igrzysk olimpijskich. Na igrzyskach olimpijskich w Atlancie zdobyła wicemistrzostwo olimpijskie w sztafecie 4 × 100 metrów. Cztery lata później zdobyła złoty medal na igrzyskach olimpijskich w Sydney w sztafecie 4 × 100 metrów, a na kolejnych igrzyskach olimpijskich w Atenach zdobyła brązowy medal w biegu na 200 metrów.
Sukcesy odnosiła również podczas innych ważnych zawodów. W sztafecie 4 × 100 m zdobyła złoto na igrzyskach panamerykańskich i na mistrzostwach świata w 1999. Swój pierwszy indywidualny złoty medal mistrzostw świata wywalczyła w Edmonton w 2001. Początkowo zdobyła srebrny medal, lecz na skutek dyskwalifikacji złotej medalistki Marion Jones otrzymała złoto. W 2002 roku została mianowana na ambasadora Narodów Zjednoczonych ds. Wyżywienia i Rolnictwa. W tym samym roku na Igrzyskach Wspólnoty Narodów w Manchesterze triumfowała na 100 metrów, na 200 metrów i w 4 × 100 metrów ustanawiając rekordy tej imprezy. Ostatni swój indywidualny sukces odniosła na mistrzostwach świata w 2009 w Berlinie na dystansie 200 m zdobywając brązowy medal.
Ferguson-McKenzie ma na swoim koncie także zwycięstwo w finale Grand Prix IAAF (bieg na 100 m, Paryż 2002) oraz dwa drugie miejsca w Światowym Finale IAAF (bieg na 200 m, Monako 2004 & Stuttgart 2007).
Trzykrotnie wygrywała biegi w pucharze świata:
- Madryt 2002 – bieg na 200 m & sztafeta 4 x 100 m
- Ateny 2006 – sztafeta 4 x 100 m

## Rekordy życiowe
- bieg na 100 metrów - 10,91 (Manchester, 27 lipca 2002)
- bieg na 150 metrów - 16,54 (Manchester, 17 maja 2009)
- bieg na 200 metrów - 22,19 (Paryż, 3 lipca 1999) do 2015 roku rekord Bahamów
- bieg na 100 metrów (hala) – 11,34 (Tampere, 7 lutego 2000) rekord Bahamów
- bieg na 200 metrów (hala) – 22,91 (Liévin, 13 lutego 2000)

Ferguson-McKenzie jest aktualną rekordzistką kraju w sztafetach 4 x 100 (41,92 1999) i 4 x 400 metrów (3:29,53 2009)